# 포실 (소프트웨어)
포실(Fossil)은 리처드 힙이 개발한 소프트웨어 개발용 소프트웨어 구성 관리, 버그 추적 시스템, 위키 소프트웨어 서버이다.

## 기능
포실은 크로스 플랫폼 분산 버전 관리(DVCS)이며 리눅스, BSD 파생판, 맥, 마이크로소프트 윈도우에서 동작한다. 분산 버전 관리, 버그 추적, 위키 서비스, 블로깅을 수행할 수 있다. 이 소프트웨어는 웹 인터페이스를 내장하고 있어서 프로젝트 추적 복잡도를 줄여주며 상황적 인지성을 높인다. 사용자는 "fossil ui"라고만 입력하면 포실이 자동으로 사용자의 웹 브라우저에서 열리며 해당 프로젝트의 자세한 이력과 상태 정보를 표시하는 페이지를 보게 된다.